# До (Требиње)
До је насељено мјесто у граду Требиње, Република Српска, БиХ. Према попису становништва из 1991. у насељу је живјело 74 становника.

## Географија
Насеље се налази у Поповом пољу на путу Требиње — Љубиње.
Смештено је између брда Бјеласнице и Врањака. У присојној страни, у Врањаку, су смештене махале Калајџевина (Радићи-Срби и Чокљати), Рајичевићи (Рикале, Шишићи и Радићи-Срби), Стари врт (Чокљати), Оковице (Чокљати). У осојној страни, у Бјеласници, су махале Хамовина (Хамовићи) и Подтрап (Шешељи и Чокљати). У центру села је махала Боровина у којој су Хамовићи, Чокљати и Радићи Хрвати.
Сеоско гробље је у Јањилу, уз магистрални пут. Ту се сахрањују Радићи, Шешељи и Хамовићи, а Шишићи и Рикале у Струјићима јер су они из Струјића прешли у До. Чокљати и Радићи се сахрањују у католичком гробљу у Долу.

## Становништво
У дефтеру из 1468/69. у Нахији Попово помиње се село Дол, са седам домаћинстава и једним неожењеним, као тимар Вукосава Милишића. До је 1895. пописан као заселак села Котези; 1948. као засебно село, а имало је 41 домаћинствои234 становника; 1971. - 191 становника; 1991. - 73 (58 Срба и 15 Хрвата); 2013. - девет домаћинстава и 14 становника (12 Срба и два Хрвата). Српске породице су: Радић - слави Св. Стефана; Хамовић, Шишић - Никољдан; Шешељ - Лучиндан. У селу живи и хрватска породица Чокљат, која слави Митровдан. Из Дола су се одселиле српска породица Рикала (крсна слава Аранђеловдан) и хрватска породица Радић (Никољдан). Католици у источној Херцеговини обиљежавали су своју славу. Срби Радићи су старосједиоци. Хамовићи су поријеклом из Риђана, Шишићи (раније Ши ше) из сусједног села Струјићи, а породица Рикала је од Милетића с Бобана. Шешељи су се доселили из оближње Завале, а Чокљати из Равног. Солунски добровољци били су Војислав, Ђуро, Митар и Тодор Шишић. У Другом свјетском рату погинула су четири борца НОВЈ и два цивила.

## Прича о селу
Село су по предању основали Радићи који су се доселили са Влаховића код Љубиња. Послије њих у село долазе Шешељи и Хамовићи, а након њих Шишићи и Рикале који долазе на Радића имање(оженили су двије Радићке). Доказ о томе да су Радићи оснивачи села је тај да је гробље у Јањилу на Радића имању. Према причању покојног Лаза (Сима) Радића (1913-2005), Радићи су дозволили Шешељима и Хамовићима да се сахрањују у Јањилу, уз услов да се Радићи сахрањују на источној, а они на западној страни. То се и данас види у старом гробљу, а у новом дијелу се то није поштовало. У старом дијелу гробља се налази 5 камених стећака што свједочи да је ово село било насељено и у ранијем периоду. У православном гробљу нема цркве, већ вјерници посјећују цркву Свете Варваре у Струјићима.
У селу је била и кула столачких бегова Бубића. Постоји предање да је бег Бубић једном приликом рекао:„ Нема мога Дола до Стамбола! “ Данас је кула у рушевном стању. Састоји се од једне зграде на два спрата (приземље + 2 спрата) и уз њу се налазе и помоћни објекти који су вјероватно били кухиње, подруми или одаје за послугу. Кула је напуштена послије Херцеговачког устанка. Занимљиво је то да су Бубићеви кметови били Шешељи, Хамовићи и Чокљати ; Матарагџићеви Шишићи и Рикале, а Радићи су имали хришћанина спахију, извјесног Ћоровића.
У периоду аустроугарске окупације велики број Дољана је емигрирао у Америку. Неки од „ американаца “ су били Симо (Лазара) Радић, Сава Радић, Марко Радић, Косто Радић, Милан Шешељ, Михо Чокљат, Митар Шишић...
Нема података да је неко страдао у току Првог свјестског рата.
У Другом свјетском рату су погинули браћа Ристо и Тадија Богдановић, Рикало Чедо, Хамовић Данило, Душан и Марко и Чокљат Митар, сви као припадници партизанских јединица. Од цивила једино је страдао Хамовић Драго, који је бачен у јаму Пандурицу код Љубиња.
У току рата 1992-1995 једино је из села страдао војник Перо Рикало. Село није имало већих материјалних разарања. Све вријеме рата у селу су остали и поједини Хрвати. Већина српског становништва је била остала на својим огњиштима.
У периоду послије рата извршена је реконструкција електричне мреже која је била уништена у рату, затим је уведена улична расвјета, вршени су радови на уређењу православног и католичког гробља, а од 2004. године До је заједно са Котезима, Прхињем, Струјићима и Додановићима укључено у пројекат шпанске невладине организације МПДЛ која је дала донацију у виду садног материјала јабуке, брескве и винове лозе. Такође је захваљујући овој организацији кроз Струјићко поље (дио Поповог поља) је спроведен систем за наводњавање што у великој мјери помаже пољопривредницима.
| Националност       | 1991. | 1981. | 1971. | 1961. |
| Срби               | 60    | 102   |       |       |
| Хрвати             | 14    | 34    |       |       |
| остали и непознато |       |       |       |       |
| Укупно             | 74    | 136   | '     | '     |

## Становништво
| Демографија | Демографија | Демографија |
| Година      | Становника  | Становника  |
| ----------- | ----------- | ----------- |
| 1948.       | 234         |             |
| 1953.       | 232         |             |
| 1961.       | 225         |             |
| 1971.       | 191         |             |
| 1981.       | 136         |             |
| 1991.       | 74          |             |